# Біометрія
Про розділ статистики для обробки результатів біологічних експериментів дивіться статтю Біологічна статистика.

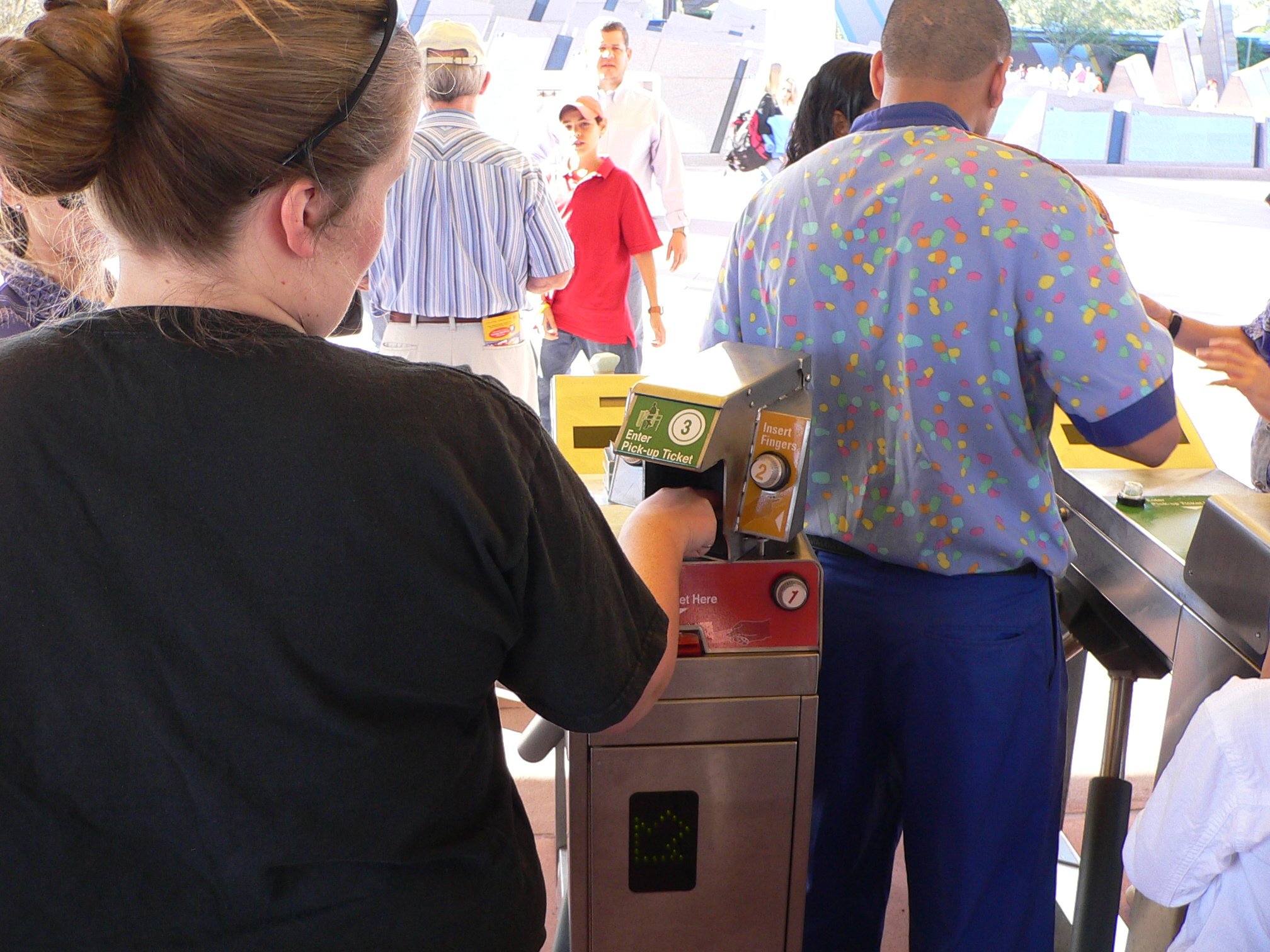
У Дісней Ворлді біометричне розпізнавання відбитків пальців перевіряє, щоб один квиток використовується тільки однією людиною

Біоме́трія — сукупність автоматизованих методів і засобів ідентифікації людини, заснованих на її фізіологічній або поведінковій характеристиці.

## Історія біометрії
Рання каталогізація відбитків пальців датується 1891 р., Коли Хуан Вучетіч розпочав збірник відбитків пальців злочинців у Аргентині. Джош Елленбоген та Ніцан Лебовіч стверджували, що Біометрія виникла в ідентифікаційних системах злочинної діяльності, розроблених Альфонесом Бертиллоном (1853—1914) і розробленою теорією відбитків пальців і фізіономії Френсіса Гальтона. Джош Елленбоген, "Обгрунтовані та необгрунтовані зображення: За даними Лебовича, робота Гальтона «привела до застосування математичних моделей до відбитків пальців, френології та особливостей обличчя», як частина «фотографії Бертіллона, Гальтона та Марея» (University Park, PA, 2012). Відповідно, «біометрична система i це абсолютна політична зброя нашої ери „і форма“ м'якого контролю». Теоретик Девід Ліон показав, що протягом останніх двох десятиліть біометричні системи проникли на цивільний ринок і розмити лінії між урядовими формами контролю та приватним корпоративним контролем. Келлі А. Гейтс визначила 11 вересня як поворотний момент для культурної мови нашого сучасності: «на мові культурних досліджень наслідки 11 вересня були момент артикуляції, де об'єднуються об'єкти або події, які не мають необхідного зв'язку, і формується нова дискурсна формація: автоматичне розпізнавання обличчя як технологія безпеки батьківщини».

## Основні функції
Всі системи біометричної ідентифікації виконують функції:

### Реєстрація
За кількома вимірюваннями зі зчитувального біометричного пристрою формується цифрове представлення (шаблон або модель) біометричної характеристики (в залежності від методу: відбиток пальця, малюнок райдужної оболонки ока тощо), відповідної реєстрованої людини.

### Розпізнавання
Один або кілька вимірів біометричної характеристики пристрою зчитування перетвориться на придатну для використання цифрову форму і потім порівнюється з:
- єдиним шаблоном, відповідному людині, що перевіряється. Шаблон вибирається за попереднім запроваджуваним номером або кодом. Результати порівняння повертаються додатком — така процедура називається верифікацією або порівнянням «один до одного». Результатом порівняння зазвичай є число-ймовірність того, що порівнювані шаблони належать одній особі. Потім, з використанням будь-якого математичного критерію, приймається рішення про ідентичність шаблонів;
- з усіма зареєстрованими шаблонами (без попереднього вибору шаблону і введення номера або коду). Як результат повертається список декількох найбільш схожих шаблонів (з найбільшими можливостями, отриманими при порівнянні). Потім, як і в попередньому випадку, з використанням будь-якого математичного критерію приймається рішення про ідентичність шаблонів. Така процедура називається ідентифікацією або порівнянням «один до багатьох».

## Біометрична ідентифікація та її методи
Біометрична ідентифікація — засіб підтвердження: а) особи; б) належності паспорта його власникові — шляхом розпізнавання і зіставлення біометричних даних (кольору очей, малюнка сітківки ока, відбитків пальців, геометрії руки, рис обличчя тощо), що зафіксовані носіями цих даних, з особистими даними власника.
Існує безліч методів біометричної ідентифікації, які можна розділити на дві великі групи: статистичні та динамічні. Статистичні методи ґрунтуються на фізіологічній (статистичній) характеристиці людини, тобто унікальній властивості, даному йому від народження і невід'ємне від нього.

### Біометричний контроль на кордоні
2017 року в Україні було запроваджено біометричний контроль на залізничному транспорті, а також на кордоні з Росією.

### Статичні методи
- За відбитком пальця. Найпоширеніший метод біометричної ідентифікації, в основі цього методу лежить унікальність для кожної людини малюнка папілярних візерунків на пальцях. Зображення відбитка пальця, отримане за допомогою спеціального сканера, перетвориться в цифровий код (згортку) і порівнюється з раніше введеним шаблоном (еталоном) або набором шаблонів (у випадку ідентифікації).
- За формою долоні. Цей метод побудований на розпізнаванні геометрії кисті руки. З допомогою спеціального пристрою, що дозволяє отримувати тривимірний образ кисті руки, виходять вимірювання, необхідні для унікальної цифрової згортки, що ідентифікує людини.
- За розташуванням вен на тильній стороні долоні. За допомогою інфрачервоної камери зчитується малюнок вен на тильній стороні долоні або кисті руки, отримана картинка обробляється, і за схемою розташування вен формується цифрова згортка.
- За сітківкою ока. Вірніше, це спосіб ідентифікації за малюнком кровоносних судин очного дна. Для того, щоб малюнок став видно, людині треба подивитися на віддалену світлову точку, і підсвічується таким чином очне дно сканується спеціальною камерою.
- За райдужною оболонкою ока. Метод заснований на унікальності малюнка райдужної оболонки ока. Для реалізації методу необхідні спеціальна камера і відповідне програмне забезпечення, що дозволяє виділити з отриманого зображення малюнок райдужної оболонки ока, за якою будується цифровий код.
- За формою обличчя. У даному методі ідентифікації будується дво- або тривимірний образ обличчя людини. За допомогою камери і спеціалізованого програмного забезпечення на зображенні виділяються контури очей, брів, носа, губ і т. д., обчислюються відстані між ними. За цими даними будується образ, що перетворюється в цифрову форму для порівняння.
- За термограмою особи. В основі цього методу лежить унікальність розподілу на обличчі артерій, які постачають кров'ю шкіру і виділяють тепло. Для отримання зображення використовуються спеціальні камери інфрачервоного діапазону.
- Інші методи. Існують ще такі унікальні способи як ідентифікація за ДНК, піднігтьовим шаром шкіри, формою вуха, запахом тіла тощо.

### Динамічні методи
- Ґрунтуються на поведінковій (динамічній) характеристиці людини, тобто враховують особливості, характерні для підсвідомих рухів у процесі відтворення якої-небудь дії.
- За рукописним почерком. Для цього методу використовується підпис людини (іноді написання кодового слова). Цифровий код формується за динамічними характеристиками написання, тобто будується згортка, в яку входить інформація щодо графічних параметрів, часових характеристик нанесення підпису та динаміки натиску на поверхню тощо.
- За клавіатурним почерком. Метод аналогічний вищеописаному, але замість підпису використовується кодове слово. Основна характеристика, за якою будується згортка — динаміка набору кодового слова.
- За голосом. Існує багато способів побудови коду ідентифікації за голосом, як правило, це різні поєднання частотних і статистичних характеристик голосу.
- Інші методи. Для даної групи методів описані вище тільки найпоширеніші, існують такі унікальні методи як ідентифікація за рухом губ, за динамікою повороту ключа в дверному замку тощо.

## Мультимодальна біометрична система
Мультимодальні біометричні системи використовують декілька сенсорів або біометричні пристрої для подолання обмежень унімодальних біометричних систем. Наприклад, системи розпізнавання ірисів можуть бути скомпрометовані старіючими ірисами, а також системи сканування пальців зношеними або скоротитими відбитками пальців. Хоча унімодальні біометричні системи обмежені цілісністю їхнього ідентифікатора, навряд чи деякі унімодальні системи будуть страждати однаковими обмеженнями. Мультимодальні біометричні системи можуть одержувати набори інформації з одного маркеру (тобто декілька зображень радужки або сканування того самого пальця) або інформацію з різних біометричних даних (які вимагають сканування відбитків пальців і, використовуючи розпізнавання голосу, розмовний пароль-код).
Мультимодальні біометричні системи можуть з'єднувати ці унімодальні системи послідовно, одночасно, їхнєю комбінацією або послідовно, що стосуються послідовних, паралельних, ієрархічних та послідовних інтеграційних режимів, відповідно.
Злиття інформації з біометричних даних може відбуватися на різних етапах системи розпізнавання. У випадку злиття рівня функцій самі дані або функції, витягнуті з декількох біометричних зображень, злиті. Поєднання рівнів збігу-балів об'єднує бали, створені кількома класифікаторами, що стосуються різних форм. Нарешті, у випадку злиття рівня рішень, остаточні результати кількох класифікаторів об'єднуються за допомогою таких методів, як голосування більшістю голосів. Сприйняття рівня функцій вважається більш ефективним, ніж інші рівні синтезу, оскільки набір функцій містить багатшу інформацію про вхідні біометричні дані, ніж відповідні бали або вихідне рішення класифікатора. Очікується, що fusion на рівні об'єктів забезпечить кращі результати розпізнавання.
Справжні атаки полягають у поданні фальшивих біометричних рис у біометричних системах і є серйозною загрозою, яка може зменшити їхню безпеку. Багатомодальні біометричні системи, як правило, вважаються по суті більш надійними для підробки нападів, але останні дослідження показали, що їх можна уникнути шляхом підробки навіть однієї біометричної риси.

### Показники оцінки якості методів біометричної ідентифікації та автентифікації
Якість методів біометричної ідентифікації та автентифікації оцінюються за:
- імовірністю помилкової ідентифікації незареєстрованої особи (помилка першого роду);
- імовірністю відмови зареєстрованої особі (помилка другого роду).

## Продуктивність
Нижче використовуються показники ефективності для біометричних систем:
- 'Невірний коефіцієнт відповідності'  (FMR, також називається FAR = False Accept Rate): імовірність того, що система неправильно відповідає вхідному шаблону у невідповідний шаблон у базі даних. Він визначає кількість неправильних вхідних даних, які неправильно прийняті. У випадку масштабу подібності, якщо ця особа є самозванцем насправді, але відповідний бал вище порогової, то він розглядається як справжній. Це збільшує FMR, що також залежить від порогового значення[13].
- 'False non-match rate'  (FNMR, також називається FRR = False Reject Rate): ймовірність того, що система не зможе виявити відповідність між вхідним шаблоном і відповідним шаблоном у базі даних. Він вимірює відсоток правильних вхідних даних, які неправильно відхилено.
- 'Робоча характеристика приймача'  або відносна робоча характеристика (ROC): ділянка ROC є візуальною характеристикою компромісу між FMR і FNMR. Загалом алгоритм відповідності виконує рішення на основі порогу, який визначає, наскільки близьким до шаблону потрібний вхід, щоб він вважався відповідним. Якщо порог скорочується, то буде менше помилкових невідповідностей, але більше помилкових приймає. І навпаки, більш високий поріг понизить ФМР, але збільшить FNMR. Загальним варіантом є «Вирівнювання помилок детектування (DET)», яке отримується з використанням нормальних шкал відхилень на обох осей. Цей більш лінійний графік висвітлює відмінності для вищих показників (рідкісні помилки).
- 'Рівноправний рівень помилок'  або частота помилок кросовера (EER або CER): швидкість, при якій обидва помилки приймання та відхилення є рівними. Значення EER можна легко отримати з кривої ROC. EER — це швидкий спосіб порівняння точності пристроїв з різними кривими ROC. Загалом, найбільш точний пристрій з найнижчим EER.
- 'Неможливість зарахувати курс'  (FTE або FER): швидкість, при якій спроби створити шаблон із введення невдалі. Найчастіше це викликано введенням низької якості.
- 'Неможливість зафіксувати швидкість'  (FTC): В автоматичних системах ймовірність того, що система не зможе виявляти біометричний ввід, коли вона відображається правильно.
- 'Потужність шаблону' : максимальна кількість наборів даних, які можна зберігати в системі.

## Проблеми та недоліки
Як і в інших технологічних та далекосяжних процесах, надмірні сумніви щодо біометрії можуть затьмарити більш загальну критику. Біометрія може бути пов'язана з серйозними невдачами правосуддя у тих випадках, коли технологія відвертає його увагу від справжнього фокусу злочином. злочинець може: Навмисне ввести ДНК на місце злочину
дати власні біометричні параметри до документів іншої особи
Часто біометричні технології були введені в експлуатацію без належних заходів безпеки для особистої інформації, яка захищена ними.

### Людська гідність
Біометрія також вважається важливою для розвитку державної влади. (поставити його в поняття Фукаудіан, дисципліна і біопоту). Обертаючи суб'єкт людини в збірку біометричних параметрів, біометрія зневажнить людину. цілісність і, в кінцевому рахунку, образити людську гідність.
У відомому випадку Італійський філософ Джорджо Агамбен відмовився в'їхати до Сполучених Штатів, протестуючи проти вимоги програми відвідувача та іммігрантського статусу Сполучених Штатів (US-VISIT) для відвідувачів, щоб вони були відбиток пальців і фотографування. Агамбен стверджував, що збір біометричних даних — це форма біополітичного татуювання, схожа на татуювання євреїв під час Голокосту. За словами Агамбен, біометрія перетворює людську особу на голий тіло. Агамбен відноситься до двох слів, які використовували стародавні греки для позначення «життя», «зея», що є спільним для тварин і людей життям, просто життям; і «біос», що є життям в людському контексті, з смислами та цілями. Агамбен передбачає скорочення до голих тіл для всього людства. Для нього нові біополітичні відносини між громадянами та державою перетворюють громадян на чисте біологічне життя (zoe), позбавляючи їх людства (bios); і біометрія проголосила цей новий світ.
В «Dark Matters: Про спостереження за чорноти», спостереження вчений Симона Браун формулює аналогічну критику, як Agamben, посилаючись на недавнє дослідження, що стосуються біометрії R & D, які встановили, що система гендерної класифікації досліджується «схильний класифікувати африканців як чоловіків і [монголоїдів] як жінок». Отже, Браун стверджує, що концепція об'єктивної біометричної технології складна, якщо такі системи суб'єктивно розроблені та вразливі для виникнення помилок, як описано в вищезазначеному дослідженні. Різке розширення біометричних технологій як у державному, так і в приватному секторі збільшує цю стурбованість. Зростання commodification біометрії приватним сектором додає цій небезпеці втрату людської цінності. Дійсно, корпорації оцінюють біометричні характеристики більше, ніж люди оцінюють їх. Браун продовжує припускати, що сучасне суспільство повинно включати в себе «біометричну свідомість», «що тягне за собою інформовані громадські дебати навколо». Ці технології та їхнє застосування, а також підзвітність з боку держави та приватного сектора, де право власності та доступ до власних даних тіла та іншої інтелектуальної власності, яка генерується з даних свого тіла, має розглядатися як право.
Інші вчені підкреслили, що глобалізований світ зіткнувся з величезною масою людей із слабкими або відсутня громадянська ідентичність. Більшість країн, що розвиваються, мають слабкі та недостовірні документи, а бідні люди в цих країнах не мають навіть таких ненадійних документів. Без сертифікованої особистої ідентичності немає ніякої правдивості, ні громадянської свободи. Можна вимагати її права, включаючи право відмовитися від ідентифікації, лише якщо вона є ідентифікованим предметом, якщо вона має загальну ідентичність. У цьому сенсі біометрія може відігравати провідну роль у підтримці та сприянні повазі до людської гідності та основних прав.
Біометрія намірів створює додаткові ризики. Професор Nayef Al-Rodhan у своїй праці в Гарвардському міжнародному огляді попереджує про високі ризики прорахунків, неправомірних звинувачень та порушень громадянські свободи. Критики в США також повідомили про конфлікт із 4-й поправкою.

### Захист та дискримінація
Не виключено, що дані, отримані під час біометричного зарахування, можуть бути використані таким чином, яким заявник не погодився. Наприклад, більшість біометричних ознак можуть розкривати фізіологічні та / або патологічні захворювання (наприклад, деякі зразки відбитків пальців пов'язані з хромосомними захворюваннями, візерунки раковини можуть виявити генетичний секс, моделі ручної вени можуть виявити судинні захворювання, більшість поведінкових біометричних засобів можуть виявити неврологічні захворювання тощо). Крім того, для виявлення емоцій також можна використовувати біометричні пристрої другого покоління, зокрема біохімічні та електрофізіологічні біометрії (наприклад, на основі електрокардіографії, електроенцефалографії, електроміографії).
Існує три категорії конфіденційності:
1. Ненавмисна функціональна сфера: аутентифікація йде далі, ніж автентифікація, наприклад, пошук пухлини.
2. Непередбачений обсяг застосування: процес автентифікації правильно ідентифікує тему, коли предмет не бажає бути ідентифікованим.
3. Прихована ідентифікація: предмет виявляється без пошуку ідентифікації або автентифікації, тобто обличчя суб'єкта ідентифікується у натовпі.

### Крадіжка особистості
Побоювання щодо крадіжки особистих даних через використання Біометрики ще не вирішені. Якщо номер кредитної картки людини вкрадено, наприклад, це може спричинити особливі труднощі. Якщо їхні зразки сканування райдужної оболонки ока були вкрадені, однак, і що дозволяє іншій людині доступ до особистої або фінансової облікової інформації, збиток може бути незворотнім, тому що на відміну від використання ключів або ключових фраз, біометричних даних людини вони не можуть бути змінені, і як тільки вони будуть вчинені, їх не можна заспокоїти при їхньому використанні.

### Небезпека власникам забезпечених предметів
Коли злодії не можуть отримати доступ до захищених властивостей, існує шанс, що злодії будуть переслідувати і нападати на власника майна, щоб отримати доступ. Якщо предмет закріплений біометричним пристроєм, збиток власникові може бути незворотним і, можливо, коштуватиме більше, ніж забезпечене майно. Наприклад, у 2005 році злодійські автомобілі Малайзії відрізали палець власника Mercedes-Benz S-Class при спробі викрасти машину.

### Знімальна біометрія
Однією з переваг паролів щодо біометричних даних є те, що їх можна повторно видалити. Якщо токен або пароль втрачено або вкрадено, його можна скасувати та замінити на нову версію. Це природно недоступне в біометрії. Якщо хтось зіткнувся з базою даних, вони не можуть скасувати або перевидати його. Якщо вкрасти електронний біометричний ідентифікатор, практично неможливо змінити біометричну характеристику. Це робить біометричну характеристику людини сумнівною для використання в майбутньому при аутентифікації, наприклад, у випадку зловлювання базової інформації, пов'язаної з безпекою, з Управління з управління персоналом (OPM) у Сполучених Штатах.
Скасована біометрія — це спосіб включити захист та функції заміни в біометричні системи для створення більш безпечної системи. Це було вперше запропоновано Ратою та ін..
«Скасовує біометричні відноситься до навмисного і систематично повторюваному спотворення біометричних ознак для того, щоб захистити чутливі призначені для користувача дані. Якщо скасовувати функція скомпрометований, спотворення характеристика змінюється, і то ж біометричний відображаються на новий шаблон, який є. використовується згодом анулювання біометрія є однією з основних категорій для біометричної мети захисту шаблону крім біометричної криптосистеми». В біометричній криптосистемі «застосовуються методи кодування коректуючої помилки для обробки варіацій в інтерко-класі». Це забезпечує високий рівень безпеки, але має такі обмеження, як специфічний формат вводу лише невеликих варіантів середнього класу.
Запропоновано кілька способів створення нових ексклюзивних біометричних засобів. Перша скасована біометрична система на базі відбитків пальців була розроблена і розроблена Туляковим та ін.. По суті, скасовані біометрії виконують спотворення біометричного зображення чи функцій перед узгодженням. Варіативність параметрів спотворення забезпечує скасовується характер схеми. Деякі з запропонованих прийомів працюють за допомогою власних двигунів розпізнавання, таких як Teoh et al. і Savvides et al., тоді як інші методи, такі як Dabbah et al., прийняти перевага просування добре розроблених біометричних досліджень для їхнього розпізнавання на передньому плані для проведення розпізнавання. Хоча це збільшує обмеження на систему захисту, він робить скасовані шаблони більш доступними для доступних біометричних технологій.

### М'яка біометрія
М'які біометрії ознаки — це фізичні, поведінкові або дотримані людські особливості, які були отримані з того, як люди звичайно відрізняють своїх однолітків (наприклад, висоту, стать, колір волосся). Вони використовуються для доповнення ідентифікаційної інформації, наданої основними біометричними ідентифікаторами. Незважаючи на те, що м'які біометричні характеристики не мають відмінності та постійності, щоб визнати особу унікально та надійно, і їх можна легко підробити, вони надають певні дані про ідентичність користувачів, які можуть бути корисними. Іншими словами, незважаючи на те, що вони не здатні індивідуалізувати предмет, вони ефективні для розмежування людей. Найбільш м'які біометрії можуть бути легко зібрані і фактично збираються під час реєстрації. Двома основними етичними питаннями піднімаються м'які біометрії. По-перше, деякі з м'яких біометричних рис є сильно культурними; наприклад, колір шкіри для визначення етнічного ризику для підтримки расистських підходів, визнання біометричного стану в найкращому випадку визнає стать від третинного сексуального характеру, нездатність визначити генетичні та хромосомні статеві ознаки; «м'які біометрики» для розпізнавання старіння найчастіше глибоко впливають на вікові стереотипи тощо. По-друге, м'які біометрики мають великий потенціал для класифікації та профілізації людей, тому вони ризикують підтримувати процеси стигматизації та виключення.

### Міжнародний обмін біометричними даними
Багато країн, включаючи Сполучені Штати, планують поділитися біометричними даними з іншими країнами.
У свідченнях Комітету з асигнувань Комітету з питань вдома, підкомітету з питань національної безпеки «Біометрична ідентифікація» у 2009 році Кетлін Краньєнджер та Роберт Мокні прокоментував міжнародне співробітництво та співпрацю щодо біометричних даних:
Щоб забезпечити можливість закриття терористичних мереж, перш ніж вони доходять до Сполучених Штатів, ми також повинні взяти на себе ініціативу щодо заохочення міжнародних біометричних стандартів. Розробляючи сумісні системи, ми зможемо безпечно ділитися терористичною інформацією на міжнародному рівні, щоб зміцнити нашу оборону. Подібно до того, як ми вдосконалюємо спосіб співпраці в уряді США для виявлення та вилучення терористів та інших небезпечних людей, ми маємо таке ж зобов'язання працювати з нашими партнерами за кордоном, щоб перешкодити терористам робити будь-який крок незамеженим. Біометрія дає новий спосіб об'єднати справжню ідентичність терористів, позбавивши їхньої найбільшої користі, залишаючись невідомим.
Відповідно до статті, написаної в 2009 році С. Магнусоном у журналі National Defense під назвою «Міністерство оборони під тиском для розподілу біометричних даних», США мають двосторонні угоди з іншими країнами, спрямовані на обмін біометричними даними. Цитувати цю статтю:
Miller [консультант Управління з питань національної оборони та питань безпеки Америки] заявив, що Сполучені Штати мають двосторонні угоди щодо обміну біометричними даними приблизно з 25 країнами. Кожного разу, коли за останні кілька років іноземний лідер відвідав Вашингтон, Державний департамент переконався, що вони підпишуть таку угоду.

### Конфіденційність
Незважаючи на те, що біометрика часто використовується як засіб боротьби з злочинністю, існує стурбованість тим, що біометрія може бути використана для зменшення особистих свобод громадян.
Розробки в області цифрових технологій відео, інфрачервоні, рентгенівські, бездротові, системи глобального позиціонування, біометрії, сканування зображень, розпізнавання голосу, ДНК та ідентифікації мозкових хвиль забезпечить уряд з новими методами «шукати і досліджувати» переважна індивідуальні та колективні бази даних про загальне населення.

### Можливість повного розкриття інформації уряду
Деякі члени цивільного співтовариства стурбовані тим, як використовуються біометричні дані, але повне розкриття інформації може не з'явитися. Зокрема, в Некласифікованому звіті Робочої групи оборонної науки США з оборонної біометрії заявляється, що доцільно захищати і іноді навіть приховувати справжню та повну міру національних можливостей в областях, безпосередньо пов'язаних із забезпеченням безпеки пов'язані з діяльністю. Це також стосується біометрії. Далі йдеться про те, що це класична особливість інтелекту та військових операцій. Одним словом, метою є збереження безпеки «джерело та методика оцінки розвідки».

## Країни, що застосовують біометрику
Країни, що використовують біометричні дані, включають Австралія, Бразилія, Канада, Кіпр, Греція, Китай, Гамбія, Індія, Ірак, Ізраїль, Італія, Малайзія, Нідерланди, Нова Зеландія, Нігерія, Норвегія, Пакистан, Південна Африка, Саудівська Аравія, Танзанія, Україна, Об'єднані Арабські Емірати, Велика Британія, США та Венесуела.
Серед країн з низьким і середнім рівнем доходу приблизно 1,2 мільярда людей вже отримали ідентифікацію за допомогою програми біометричної ідентифікації.
Існує також численні країни, що застосовують біометрія для реєстрації виборців та подібних виборчих цілях. Відповідно до Міжнародного інституту демократії та надання допомоги в проведенні виборів, Міжнародна організація з ідентифікації та інтелектуальної власності, в ІВТ в базі даних виборчих бюлетенів, деякі країни, що використовують (2017 рік) Біометрична реєстрація виборців (BVR) — це Ангола, Бангладеш, Бутан, Болівія, Бразилія, Буркіна-Фасо, Вірменія, Камбоджа, Камерун, Чад, Колумбія, Коморські острови, Демократична Республіка Конго Коста-Рика, Кот-д'Івуар, Домініканська Республіка, Фіджі, Гамбія, Гана, Гватемала, Індія, Ірак, Кенія, Лесото, Ліберія, Малаві, Малі, Мавританія, Мексика, Марокко, Мозамбік, Намібія, Непал, Нікарагуа, Нігерія, Панама, Перу, Філіппіни, Сенегал, Сьєрра-Леоне, Соломонові Острови, Сомаліленд, Есватіні, Танзанія, Уганда, Уругвай, Венесуела, Ємен, Замбія та Зімбабве.

### Національна ідентифікаційна програма Індії
Національна ідентифікаційна програма Індії під назвою Aadhaar — це найбільша біометрична база даних у світі. Це біометрична цифрова ідентифікація, призначена для життя людини, перевіряється онлайн в будь-який час, з будь-якої точки світу, без паперу. Він розроблений, щоб дозволити державним установам надавати роздрібну державну послугу, надійно на основі біометричних даних (відбиток пальця, iris scan та особи на фото, а також демографічні дані (ім'я, вік, стать, адреса, ім'я батьків / дружин, номер мобільного телефону] особи. Дані передаються у зашифрованому вигляді через Інтернет для аутентифікації, з метою позбавити його від обмежень фізичної присутності людини в даному місці.
З 7 листопада 2013 року було зараховано близько 550 мільйонів жителів і на 7 листопада 2013 року було призначено 480 мільйонів адахарів національний ідентифікаційний номер. Це спрямована на охоплення всього населення впродовж кількох років у розмірі 1,2 млрд. Однак критики заперечують проблеми конфіденційності та можливу трансформацію держави в держава спостереження або у бананову республіку.